# Hôn nhân cùng giới
Hôn nhân cùng giới hay hôn nhân đồng tính là hôn nhân của hai người cùng giới tính hợp pháp. Tính đến  năm 2025, hôn nhân cùng giới đã được hợp pháp hóa và công nhận ở 38 quốc gia với tổng dân số hơn 1.5 tỷ người (20% dân số thế giới). Quốc gia đã hợp pháp hóa hôn nhân cùng giới gần đây nhất là ở Thái Lan.
Quyền nhận con nuôi không nhất thiết đã được cho phép, mặc dù hầu hết các quốc gia có hôn nhân đồng tính đều cho phép những cặp vợ chồng đó cùng nhận con nuôi. Ngược lại, 35 quốc gia (tính đến năm 2023) có định nghĩa về hôn nhân trong hiến pháp của họ ngăn cản hôn nhân giữa các cặp cùng giới, hầu hết được ban hành trong những thập kỷ gần đây như một biện pháp phòng ngừa. Một số quốc gia khác đã quy định luật Hồi giáo theo hiến pháp, thường được hiểu là cấm kết hôn giữa các cặp đồng tính. Trong sáu vấn đề trước đây và hầu hết sau này, bản thân đồng tính luyến ái được hình sự hóa. Được công nhận hợp pháp ở phần lớn các nền dân chủ phát triển trên thế giới; các trường hợp ngoại lệ đáng chú ý là Hàn Quốc, Nhật Bản, Cộng hòa Séc và Ý. Trong khi không được công nhận ở bất kỳ chính thể Hồi giáo nào trên thế giới, mặc dù những bước đầu tiên đang được thực hiện ở Kosovo. Một số quốc gia như Nga và Trung Quốc hạn chế ủng hộ hôn nhân cùng giới.
Có những ghi chép về hôn nhân giữa những người đàn ông có từ thời thế kỷ thứ nhất. Cặp đôi cùng giới đầu tiên kết hôn hợp pháp trong thời hiện đại là Michael McConnell và Jack Baker vào năm 1971 tại Hoa Kỳ. Luật đầu tiên quy định về bình đẳng hôn nhân giữa các cặp cùng giới và khác giới đã được thông qua ở lục địa Hà Lan vào năm 2000 và có hiệu lực vào ngày 1 tháng 4 năm 2001. Việc áp dụng luật hôn nhân một cách bình đẳng đối với các cặp cùng giới và khác giới đã thay đổi theo thẩm quyền, và đã xuất hiện thông qua sự thay đổi luật hôn nhân, các phán quyết của tòa án dựa trên các bảo đảm hiến pháp về bình đẳng, thừa nhận rằng hôn nhân các cặp cùng giới được luật hôn nhân hiện hành cho phép, bằng cách bỏ phiếu phổ thông trực tiếp, thông qua trưng cầu dân ý và sáng kiến.
Các nghiên cứu khoa học chỉ ra rằng sự ổn định về tài chính, tâm lý và thể chất của những người đồng tính được nâng cao nhờ hôn nhân và con cái của phụ huynh cùng giới được hưởng lợi từ việc được nuôi dưỡng bởi các cặp cùng giới mà hôn nhân được pháp luật công nhận và được hỗ trợ bởi các tổ chức xã hội. Đồng thời, không gây tổn hại gì đến hôn nhân khác giới. Nghiên cứu khoa học xã hội chỉ ra rằng việc không cho người đồng tính hưởng quyền được kết hôn gây kỳ thị và khiến mọi người phân biệt đối xử chống lại họ, đồng thời nghiên cứu cũng bác bỏ quan điểm cho rằng việc nền văn minh hoặc trật tự xã hội ổn định phụ thuộc vào việc giới hạn kết hôn chỉ dành cho người dị tính. Hôn nhân cùng giới có thể cung cấp cho những người trong mối quan hệ cùng giới các dịch vụ liên quan của chính phủ và đưa ra các yêu cầu về tài chính đối với họ tương đương với yêu cầu của những người trong hôn nhân khác giới, đồng thời mang lại cho họ sự bảo vệ pháp lý như quyền thừa kế và quyền thăm bệnh. Sự phản đối dựa trên những tuyên bố như đồng tính luyến ái là không tự nhiên và bất bình thường, rằng việc công nhận các cặp cùng giới sẽ thúc đẩy đồng tính luyến ái trong xã hội và rằng trẻ em sẽ tốt hơn khi được nuôi dưỡng bởi các cặp vợ chồng khác giới. Theo các tổ chức y tế lớn, những tuyên bố này đã bị bác bỏ bởi các nghiên cứu khoa học, đồng tính luyến ái là một biến thể tự nhiên và bình thường trong tính dục con người, xu hướng tính dục không phải là sự lựa chọn và con cái của các cặp cùng giới cũng giống như con của các cặp khác giới.

## Thuật ngữ

### Thuật ngữ thay thế

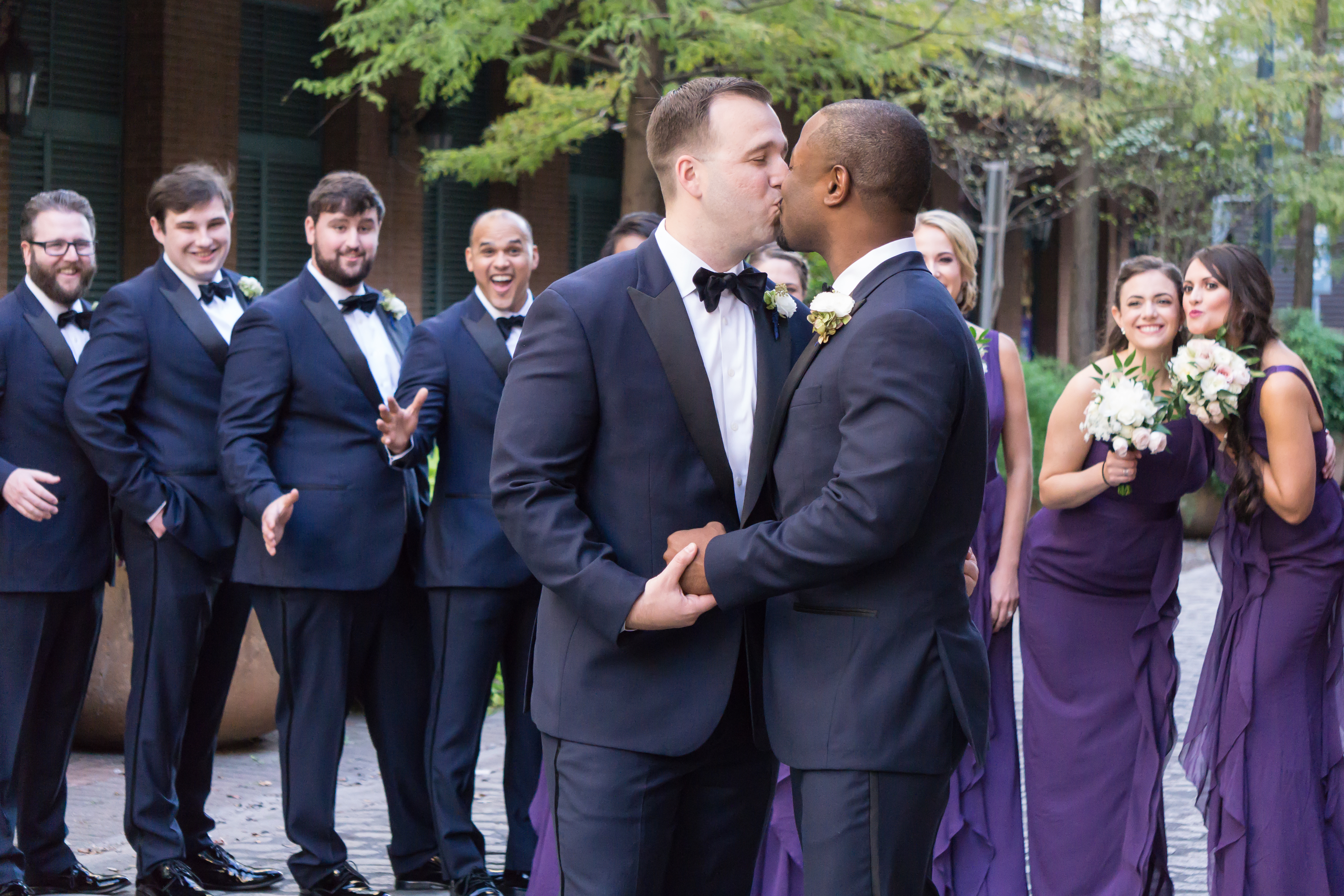
Hai người đàn ông kết hôn, bao quanh bởi tiệc cưới, ở New Orleans, Hoa Kỳ vào ngày 11 tháng 11 năm 2017

Một số tổ chức ủng hộ việc hợp pháp hóa hôn nhân cùng giới—chẳng hạn như Tổ chức Hôn nhân Bình đẳng Hoa Kỳ (thành lập năm 1998), Tổ chức Tự do Kết hôn (thành lập năm 2003), Tổ chức Người Canada vì Hôn nhân Bình đẳng và Hôn nhân cho toàn Nhật Bản - từ lâu đã sử dụng các thuật ngữ bình đẳng trong hôn nhân và hôn nhân bình đẳng để báo hiệu rằng mục tiêu của họ là hôn nhân cùng giới được công nhận bình đẳng với hôn nhân khác giới. Hãng thông tấn Associated Press khuyến nghị sử dụng cụm từ hôn nhân cùng giới thay cho hôn nhân dành cho đồng tính nam và đồng tính nữ. Khi quyết định giữa thuật ngữ hôn nhân cùng giới và hôn nhân đồng tính, có thể lưu ý rằng không phải tất cả mọi người trong hôn nhân cùng giới đều là đồng tính - ví dụ, một số người là song tính - và do đó sử dụng thuật ngữ hôn nhân đồng tính được coi là sự tẩy xóa của những người như vậy.

### Việc sử dụng thuật ngữhôn nhân
Các nhà nhân loại học đã phải cố gắng xác định một định nghĩa về hôn nhân kết tinh được những điểm chung của cấu trúc xã hội giữa các nền văn hóa trên thế giới. Nhiều định nghĩa được đề xuất đã bị chỉ trích vì không thừa nhận sự tồn tại của hôn nhân cùng giới ở một số nền văn hóa, bao gồm của hơn 30 dân tộc châu Phi, chẳng hạn như Kikuyu và Nuer.
Với việc một số quốc gia sửa đổi luật hôn nhân của họ để công nhận các cặp đồng tính trong thế kỷ 21, tất cả các từ điển tiếng Anh lớn đã sửa đổi định nghĩa của họ về từ kết hôn để loại bỏ các chi tiết đặc tả giới tính hoặc bổ sung bằng các định nghĩa phụ, bao gồm ngôn ngữ trung tính về giới hoặc thể hiện rõ ràng sự công nhận hôn nhân cùng giới. Từ điển tiếng Anh Oxford đã công nhận hôn nhân cùng giới từ năm 2000.
Những người phản đối hôn nhân cùng giới, những người muốn hôn nhân bị giới hạn trong việc kết đôi nam nữ, chẳng hạn như Giáo hội các Thánh hữu Ngày sau của Chúa Giêsu Kytô, Giáo hội Công giáo, và Công ước Baptist Phương Nam, sử dụng thuật ngữ hôn nhân truyền thống để chỉ là hôn nhân khác giới.

## Lịch sử

### Thời cổ đại
Một ý kiến liên quan đến hôn nhân đồng tính xuất hiện trong Sifra, được viết vào thế kỷ thứ 3 CN. Sách Lêvi cấm quan hệ đồng tính luyến ái, và người Hebrew được cảnh báo là không được "làm theo những việc làm của xứ Ai Cập hay những việc làm của xứ Canaan" (Lê-vi Ký 18:22, 20:13). Sifra giải thích rõ những "hành vi" không rõ ràng này là gì và chúng bao gồm hôn nhân cùng giới: "Một người đàn ông kết hôn với một người đàn ông và phụ nữ kết hôn với phụ nữ, một người đàn ông kết hôn với một người phụ nữ và con gái của cô ấy, và một người phụ nữ kết hôn với hai người đàn ông."
Một số học giả cho rằng trong thời kỳ đầu của Đế quốc La Mã, một số cặp đôi nam đã tổ chức đám cưới truyền thống trước sự hiện diện của bạn bè. Những đám cưới giữa hai người nam thường được ghi nhận bởi những nguồn tin chế nhạo họ; cảm xúc của các bên thì không được ghi lại. Nhiều nguồn tin cổ cho biết rằng hoàng đế Nero đã tổ chức hai đám cưới công khai với những người đàn ông, một đám cưới với vai trò cô dâu (với một nô lệ Pythagoras được thả tự do), và một đám cưới với vai trò chú rể (với Sporus); có lẽ có cả một đám cưới thứ ba với việc ông đóng vai trò cô dâu. Vào đầu thế kỷ thứ 3 Công nguyên, có báo cáo ghi nhận rằng hoàng đế Elagabalus đã tổ chức đám cưới với vai trò là cô dâu cùng người bạn đời nam của mình. Những người đàn ông khác ở vương triều của ông cũng có chồng, hoặc nói rằng họ có chồng phỏng theo hoàng đế của họ. Luật La Mã không công nhận hôn nhân giữa nam giới, nhưng một trong những lý do được biểu đạt trong thơ trào phúng của Juvenal là việc tổ chức hôn lễ sẽ dẫn đến kỳ vọng rằng những cuộc hôn nhân như vậy sẽ được đăng ký chính thức. Khi đế quốc đang được Kitô giáo hóa vào thế kỷ thứ 4, các quy định pháp luật chống lại hôn nhân giữa nam giới bắt đầu xuất hiện.

### Hiện đại

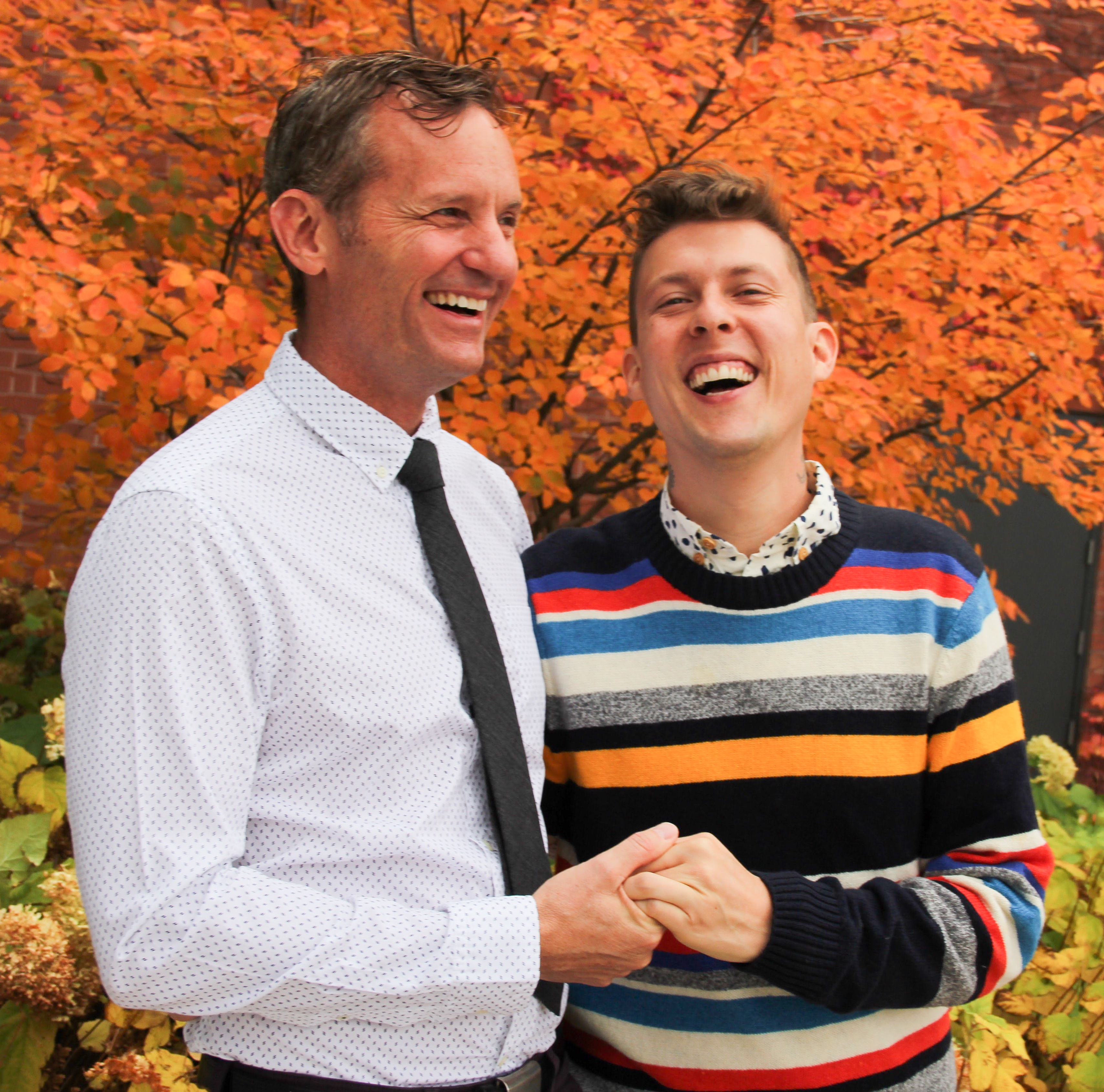
Một cặp đôi mới cưới ở Minnesota ngay sau khi hợp pháp hóa hôn nhân cùng giới ở Hoa Kỳ

Cặp đôi cùng giới đầu tiên kết hôn hợp pháp trong thời hiện đại là Michael McConnell và Jack Baker vào năm 1971, tại Quận Hennepin, Minnesota. Các nhà sử học khác nhau theo dõi sự khởi đầu của các phong trào hiện đại ủng hộ hôn nhân cùng giới ở khắp các nơi từ khoảng những năm 1970 đến những năm 1990. Trong những năm 1980 ở Hoa Kỳ, đại dịch AIDS đã khiến người ta ngày càng chú ý đến khía cạnh pháp lý của các mối quan hệ cùng giới. Andrew Sullivan đưa ra trường hợp đầu tiên về hôn nhân cùng giới trên một tạp chí lớn của Mỹ vào năm 1989, được đăng trên tờ The New Republic.
Năm 1989, Đan Mạch trở thành quốc gia đầu tiên công nhận mối quan hệ hợp pháp cho các cặp cùng giới, hợp thức hóa quan hệ kết đôi có đăng ký, mang lại cho những người có quan hệ cùng giới "hầu hết các quyền của những người kết hôn khác giới, nhưng không có quyền nhận con nuôi hoặc giành quyền con nuôi chung đối với đứa con". Năm 2001, Hà Lan trở thành quốc gia đầu tiên chính thức hóa hôn nhân cùng giới theo luật. Kể từ đó, hôn nhân cùng giới cũng đã được pháp luật công nhận ở 38 quốc gia khác, bao gồm hầu hết các nước ở châu Mỹ và Tây Âu. Tuy nhiên, sự hợp pháp hóa diễn ra cũng không đồng đều — Nam Phi là quốc gia duy nhất ở châu Phi áp dụng; Đài Loan và Thái Lan là hai quốc gia duy nhất ở châu Á.

## Dòng thời gian
Bảng tóm tắt dưới đây liệt kê theo thứ tự thời gian các quốc gia có chủ quyền (các quốc gia thành viên Liên Hợp Quốc và Đài Loan) đã hợp pháp hóa hôn nhân cùng giới. Tính đến năm 2024, 38 quốc gia đã hợp pháp hóa.
Ngày là khi hôn nhân giữa các cặp cùng giới bắt đầu được chứng nhận chính thức hoặc khi luật địa phương được thông qua nếu hôn nhân đã hợp pháp dưới quyền cơ quan quyền lực cao hơn.
| 2001 | Hà Lan (1 tháng 4) |
| 2002 | |
| 2003 | Bỉ (1 tháng 6) Ontario (10 tháng 6) British Columbia (8 tháng 7) |
| 2004 | Québec (19 tháng 3) Massachusetts (17 tháng 5) Yukon (14 tháng 7) Manitoba (16 tháng 9) Nova Scotia (24 tháng 9) Saskatchewan (5 tháng 11) Newfoundland và Labrador (21 tháng 12) |
| 2005 | New Brunswick (23 tháng 6) Tây Ban Nha (3 tháng 7) Canada [toàn quốc] (20 tháng 7) |
| 2006 | Nam Phi (30 tháng 11) |
| 2007 | |
| 2008 | California (16 tháng 6, bãi bỏ ngày 5 tháng 11) Connecticut (12 tháng 11) |
| 2009 | Na Uy (1 tháng 1) Iowa (27 tháng 4) Thụy Điển (1 tháng 5) Bộ lạc Da Đỏ Coquille (20 tháng 5) Vermont (1 tháng 9) |
| 2010 | New Hampshire (1 tháng 1) Washington, D.C. (3 tháng 3) Thành phố México (4 tháng 3) Quốc gia Bộ lạc Mashantucket Pequot (29 tháng 4) Bồ Đào Nha (5 tháng 6) Iceland (27 tháng 6) Argentina (22 tháng 7) |
| 2011 | New York (24 tháng 7) Bộ lạc Suquamish (1 tháng 8) Alagoas (7 tháng 12) |
| 2012 | Quintana Roo (3 tháng 5) Đan Mạch (15 tháng 6) Sergipe (5 tháng 7) Santa Rita do Sapucaí, Minas Gerais (11 tháng 7) Espírito Santo (15 tháng 8) Bonaire, Sint Eustatius và Saba (10 tháng 10) Bahia (26 tháng 11) Quận liên bang Brasil (1 tháng 12) Washington (6 tháng 12) Bộ lạc S'Klallam của Port Gamble (9 tháng 12) Piauí (15 tháng 12) Maine (29 tháng 12) |
| 2013 | Maryland (1 tháng 1) São Paulo (16 tháng 2) Ceará (15 tháng 3) Cộng đồng Little Traverse Bay của Da Đỏ Odawa (15 tháng 3) Paraná (26 tháng 3) Mato Grosso do Sul (2 tháng 4) Rondônia (26 tháng 4) Santa Catarina (29 tháng 4) Paraíba (29 tháng 4) Cộng đồng Pokagon của Da Đỏ Potawatomi (8 tháng 5) Brasil [toàn quốc] (16 tháng 5) Pháp (18 tháng 5) Quốc gia Iipay của Santa Ysabel (24 tháng 6) California (28 tháng 6) Delaware (1 tháng 7) Minnesota (1 tháng 8) Rhode Island (1 tháng 8) Cộng đồng Grand Portage của Chippewa (1 tháng 8) Uruguay (5 tháng 8) New Zealand (19 tháng 8) Quận Doña Ana, New Mexico (21 tháng 8) Quận Santa Fe, New Mexico (23 tháng 8) Quận Bernalillo, New Mexico (26 tháng 8) Quận San Miguel, New Mexico (27 tháng 8) Quận Valencia, New Mexico (27 tháng 8) Quận Taos, New Mexico (28 tháng 8) Quận Los Alamos, New Mexico (4 tháng 9) Các Bộ lạc Thống nhất của Khu bảo tồn Colville (5 tháng 9) Quận Grant, New Mexico (9 tháng 9) Bộ lạc Cheyenne và Arapaho (18 tháng 10) New Jersey (21 tháng 10) Blue Lake Rancheria (1 tháng 11) Cộng đồng Leech Lake của Ojibwe (15 tháng 11) Hawaii (2 tháng 12) New Mexico [toàn quốc] (19 tháng 12) Utah (20 tháng 12, bãi bỏ ngày 6 tháng 1 năm 2014) |
| 2014 | Quận Cook, Illinois (21 tháng 2) Anh và Wales (13 tháng 3) Nam Georgia và Quần đảo Nam Sandwich (13 tháng 3) Oregon (19 tháng 5) Pennsylvania (20 tháng 5) Illinois [toàn bang] (1 tháng 6) Akrotiri và Dhekelia (3 tháng 6) Lãnh thổ Ấn Độ Dương thuộc Anh (3 tháng 6) Bộ lạc Da Đỏ Puyallup (9 tháng 7) Cộng đồng Fond du Lac của Hồ Superior Chippewa (16 tháng 7) Các Bộ lạc Thống nhất của Coos, Lower Umpqua và Da Đỏ Siuslaw (10 tháng 8) Coahuila (17 tháng 9) Oklahoma (6 tháng 10) Virginia (6 tháng 10) Utah (6 tháng 10) Indiana (6 tháng 10) Wisconsin (6 tháng 10) Cộng đồng Lac du Flambeau của Hồ Superior Chippewa (6 tháng 10) Colorado (7 tháng 10) West Virginia (9 tháng 10) Nevada (9 tháng 10) Bộ lạc Fort McDermitt Paiute và Shoshonees (9 tháng 10) North Carolina (10 tháng 10) Alaska (12 tháng 10) Idaho (15 tháng 10) Arizona (17 tháng 10) Quốc gia Fort McDowell Yavapai (17 tháng 10) Bộ lạc Pascua Yaqui (17 tháng 10) Cộng đồng Da Đỏ Salt River Pima-Maricopa (17 tháng 10) Bộ lạc San Carlos Apache (17 tháng 10) Quốc gia Yavapai-Apache (17 tháng 10) Wyoming (21 tháng 10) St. Louis, Missouri (5 tháng 11) St. Louis County, Missouri (6 tháng 11) Quận Jackson, Missouri (7 tháng 11) Quận Douglas, Kansas (12 tháng 11) Quận Sedgwick, Kansas (12 tháng 11) Bộ lạc Shoshone Đông (14 tháng 11) Bộ lạc Arapaho Bắc (14 tháng 11) Montana (19 tháng 11) Quốc gia Blackfeet (19 tháng 11) South Carolina (20 tháng 11) Cộng đồng Da Đỏ Keweenaw Bay (13 tháng 12) Scotland (16 tháng 12) |
| 2015 | Luxembourg (1 tháng 1) Quận Miami-Dade, Florida (5 tháng 1) Florida [toàn bang] (6 tháng 1) Hội đồng Trung ương của Tlingit và Da Đỏ Haida của Alaska (24 tháng 2) Quần đảo Pitcairn (14 tháng 3) Các Bộ lạc Thống nhất của Da Đỏ Siletz (15 tháng 3) Guam (9 tháng 6) Bộ lạc Oneida của Da Đỏ của Wisconsin (10 tháng 6) Chihuahua (12 tháng 6) Hoa Kỳ [toàn quốc] (26 tháng 6) Quần đảo Bắc Mariana (30 tháng 6) Bộ lạc Sault Ste. Marie của Da Đỏ Chippewa (7 tháng 7) Quần đảo Virgin thuộc Mỹ (9 tháng 7) Puerto Rico (13 tháng 7) Santiago de Querétaro, Querétaro (21 tháng 7) Cộng đồng Da đỏ Hannahville (3 tháng 8) Bộ lạc White Mountain Apache (9 tháng 9) Ireland (16 tháng 11) Các Bộ lạc Thống nhất của Cộng đồng Grand Ronde của Oregon (18 tháng 11) Nayarit (23 tháng 12) |
| 2016 | Cộng đồng Stockbridge-Munsee của Da Đỏ Mohican (2 tháng 2) Greenland (1 tháng 4) Colombia (28 tháng 4) Bộ lạc Tulalip của Washington (6 tháng 5) Jalisco [toàn bang] (12 tháng 5) Campeche (20 tháng 5) Colima (12 tháng 6) Michoacán (23 tháng 6) Morelos (5 tháng 7) Đảo Man (22 tháng 7) San Pedro Cholula, Puebla (18 tháng 9) Lãnh thổ Nam Cực thuộc Anh (13 tháng 10) Bộ lạc Da Đỏ Menominee của Wisconsin (3 tháng 11) Quốc gia Cherokee (9 tháng 12) Gibraltar (15 tháng 12) |
| 2017 | Đảo Ascension (1 tháng 1) Amealco de Bonfil, Querétaro (4 tháng 1) Cadereyta de Montes, Querétaro (4 tháng 1) Ezequiel Montes, Querétaro (4 tháng 1) Huimilpan, Querétaro (4 tháng 1) Pedro Escobedo, Querétaro (4 tháng 1) San Joaquín, Querétaro (4 tháng 1) Tolimán, Querétaro (4 tháng 1) Phần Lan (1 tháng 3) Quốc gia Osage (20 tháng 3) Cộng đồng Da Đỏ Đảo Prairie (22 tháng 3) Quần đảo Falkland (29 tháng 4) Guernsey (2 tháng 5) Bermuda (5 tháng 5, bãi bỏ ngày 1 tháng 6 năm 2018) Quốc gia Ho-Chunk của Wisconsin (5 tháng 6) Quần đảo Faroe (1 tháng 7) Tristan da Cunha (4 tháng 8) Malta (1 tháng 9) Đức (1 tháng 10) Cộng đồng Da Đỏ Ak-Chin (25 tháng 10) Baja California (3 tháng 11) Úc (9 tháng 12) Saint Helena (20 tháng 12) |
| 2018 | Puebla [toàn bang] (16 tháng 2) Chiapas (11 tháng 5) Alderney (14 tháng 6) Jersey (1 tháng 7) Oaxaca (26 tháng 8) Bộ lạc Ponca của Nebraska (27 tháng 8) Bermuda (23 tháng 11, bãi bỏ ngày 14 tháng 3 năm 2022) |
| 2019 | Áo (1 tháng 1) Zacatecas, Zacatecas (14 tháng 2) Cuauhtémoc, Zacatecas (1 tháng 3) Villanueva, Zacatecas (20 tháng 5) San Luis Potosí (21 tháng 5) Đài Loan (24 tháng 5) Nuevo León (31 tháng 5) Hidalgo (11 tháng 6) Baja California Sur (29 tháng 6) Miguel Auza, Zacatecas (vào ngày 5 tháng 7) Ecuador (8 tháng 7) Bộ lạc Oglala Sioux (8 tháng 7) Cộng đồng Da Đỏ Bay Mills (8 tháng 7) Cộng đồng Da đỏ Colorado River (8 tháng 8) Aguascalientes (16 tháng 8) |
| 2020 | Bắc Ireland [thẩm quyền cuối cùng ở Anh Quốc ] (13 tháng 1) Sark (23 tháng 4) Costa Rica (26 tháng 5) Fresnillo, Zacatecas (3 tháng 7) Turtle Mountain Band of Chippewa Indians (6 tháng 8) Tlaxcala (25 tháng 12) |
| 2021 | Sinaloa (30 tháng 6) Sonora (22 tháng 10) Querétaro [toàn bang] (13 tháng 11) Guanajuato (20 tháng 12) Zacatecas [toàn bang] (30 tháng 12) [ 44 ] [ 45 ] |
| 2022 | Yucatán (4 tháng 3) Chile (10 tháng 3) Bộ lạc Winnebago của Nebraska (11 tháng 4) Quốc gia Chickasaw (18 tháng 4) Bộ lạc Grand Traverse Da đỏ Ottawa và Chippewa (25 tháng 5) Veracruz (13 tháng 6) Thụy Sĩ (1 tháng 7) Slovenia (9 tháng 7) Durango (19 tháng 9) Cuba (27 tháng 9) Tabasco (27 tháng 10) Tiểu bang México (2 tháng 11) Tamaulipas (19 tháng 11) Bộ lạc Saint Regis Mohawk (21 tháng 12) Guerrero [toàn tiểu bang; quyền tài phán cuối cùng ở México ] (31 tháng 12) |
| 2023 | Andorra (17 tháng 2) Bộ lạc Nottawaseppi Huron của Potawatomi (16 tháng 3) Quốc gia Choctaw (23 tháng 5) |
| 2024 | Estonia (1 tháng 1) Hy Lạp (16 tháng 2) Aruba (12 tháng 7) Curaçao (12 tháng 7) |
| 2025 | Liechtenstein (1 tháng 1) Thái Lan (23 tháng 1) |

## Hôn nhân cùng giới trên khắp thế giới
Hôn nhân cùng giới được cho phép và công nhận hợp pháp tại 38 quốc gia sau: Andorra, Anh Quốc, Argentina, Áo, Bồ Đào Nha, Bỉ, Brasil, Canada, Chile, Colombia, Costa Rica, Cuba, Đan Mạch, Đài Loan, Đức, Ecuador, Estonia, Hà Lan, Hoa Kỳ, Hy Lạp, Iceland, Ireland, Liechtenstein, Luxembourg, Malta, México, Na Uy, Nam Phi, New Zealand, Pháp, Phần Lan, Slovenia, Tây Ban Nha, Thái Lan, Thụy Điển, Thụy Sĩ, Úc, và Uruguay. Hôn nhân cùng giới được thực hiện từ xa hoặc ở nước ngoài được Israel công nhận với đầy đủ các quyền hôn nhân.

Các cặp đôi đồng tính có thể kết hôn
Kết hợp dân sự hay quan hệ gia đình
Hôn nhân cùng giới được công nhận với đầy đủ các quyền khi được thực hiện ở một số khu vực pháp lý khác
Sống chung hoặc giám hộ hợp pháp không đăng ký
Sư công nhận hôn nhân được giới hạn ở một số khu vực pháp lý khác (quyền cư trú cho vợ/chồng)
Hôn nhân cùng giới không được công nhận

Hôn nhân cùng giới đang được xem xét bởi các chính phủ hoặc tòa án ở Nhật Bản, Nepal và Venezuela.
Kết hợp dân sự đang được xem xét ở những quốc gia, bao gồm Ba Lan, Kosovo, và Peru.
Vào ngày 12 tháng 3 năm 2015, Nghị viện châu Âu đã thông qua một nghị quyết không ràng buộc khuyến khích các thể chế và thành viên trong châu Âu tuyên bố "[suy nghĩ] về việc công nhận hôn nhân đồng tính hoặc kết hợp dân sự đồng tính như một vấn đề chính trị, xã hội, con người và quyền công dân". Năm 2018, Tòa án Nhân quyền liên Mỹ ra phán quyết rằng tất cả các nước ký hiệp ước phải cho phép hôn nhân cùng giới.
Để đáp lại sự lan rộng có tính quốc tế của hôn nhân cùng giới, nhiều quốc gia ban hành lệnh cấm dựa trên hiến pháp mang tính phòng ngừa, gần đây nhất là Mali vào năm 2023 và Gabon vào năm 2024. Ở những quốc gia khác, những hạn chế và giới hạn như vậy được thực hiện thông qua luật pháp. Ngay cả trước khi hôn nhân cùng giới lần đầu tiên được luật hóa, một số quốc gia đã có hiến pháp quy định rằng hôn nhân là giữa nam và nữ.

Hôn nhân cùng giới bị cấm bởi hiến pháp thế tục
Hôn nhân cùng giới bị cấm theo luật hoặc đạo đức Hồi giáo được hiến pháp ủy quyền
Không có lệnh cấm hiến pháp

### Phán quyết của tòa án quốc tế

#### Tòa án Nhân Quyền châu Âu
Năm 2010, Tòa án Nhân quyền châu Âu (ECHR) đã ra phán quyết trong vụ Schalk and Kopf v Austria, một vụ án liên quan đến một cặp đồng tính người Áo bị từ chối quyền được kết hôn. Bằng một cuộc bỏ phiếu với số phiếu 4 hơn 3, tòa án cho thấy rằng nhân quyền của họ không bị vi phạm. Tòa án cũng tuyên bố rằng kết hợp cùng giới không được bảo vệ dưới điều luật 12 của ECHR ("Quyền để kết hôn"), trong đó bảo vệ duy nhất quyền kết hôn của các cặp khác giới không phân biệt giới tính của các bên là do bẩm sinh hay do chuyển đổi giới tính), nhưng được bảo vệ dưới điều luật 8 của ECHR ("Quyền được tôn trọng đời sống riêng tư và gia đình") và điều luật 14 ("Cấm phân biệt đối xử").
Điều 12 của Công ước châu Âu về Nhân quyền cho rằng: "Nam và nữ trong độ tuổi kết hôn có quyền kết hôn và thành lập gia đình, theo luật quốc gia quản lý việc thực hiện quyền này", không hạn chế việc kết hôn đối với những người có quan hệ khác giới. Tuy nhiên, ECHR tuyên bố trong Schalk and Kopf v Austria rằng điều khoản này nhằm giới hạn hôn nhân trong các mối quan hệ khác giới, vì nó sử dụng thuật ngữ "nam và nữ" thay vì "tất cả mọi người". Tuy nhiên, tòa án đã chấp nhận và đang xem xét các trường hợp liên quan đến việc công nhận hôn nhân cùng giới, ví dụ: vụ Andersen v. Poland. Vào năm 2021, tòa án ra phán quyết trong vụ Fedotova and Others v. Russia—sau đó các phán quyết liên quan đến các quốc gia thành viên khác—rằng các quốc gia phải cung cấp một số hình thức công nhận pháp lý cho các cặp cùng giới, mặc dù không nhất thiết phải kết hôn.

#### Liên minh châu Âu
Vào ngày 5 tháng 6 năm 2018, Tòa án Công lý châu Âu đã ra phán quyết, trong một trường hợp từ Romania, rằng, trong các điều kiện cụ thể của cặp đôi được đề cập, các cặp đồng tính đã kết hôn có quyền cư trú giống như các cặp vợ chồng khác ở một quốc gia EU, thậm chí nếu quốc gia đó không cho phép hoặc không công nhận hôn nhân cùng giới. Tuy nhiên, phán quyết đã không được thực hiện ở Romania và vào ngày 14 tháng 9 năm 2021, Nghị viện châu Âu đã thông qua một nghị quyết kêu gọi Ủy ban châu Âu đảm bảo rằng phán quyết được tôn trọng trên toàn Liên minh Châu Âu.

#### Tòa án Nhân quyền liên Mỹ

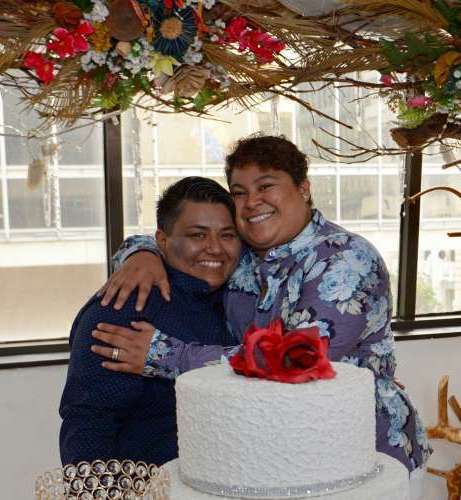
Alexandra Chávez và Michelle Avilés, cặp đôi đồng tính đầu tiên kết hôn ở Ecuador

Vào ngày 8 tháng 1 năm 2018, Tòa án Nhân quyền liên Mỹ (IACHR) đã ra phán quyết rằng Công ước châu Mỹ về Nhân quyền bắt buộc và yêu cầu hợp pháp hóa hôn nhân cùng giới. Phán quyết mang tính bước ngoặt hoàn toàn ràng buộc đối với Costa Rica và đặt ra tiền lệ ràng buộc ở các nước ký kết khác. Tòa khuyến nghị các chính phủ ban hành các sắc lệnh tạm thời hợp pháp hóa hôn nhân cùng giới cho đến khi có luật mới. Phán quyết áp dụng cho Barbados, Bolivia, Cộng hòa Dominica, El Salvador, Guatemala, Haiti, Honduras, Nicaragua, Panama, Paraguay, Peru và Suriname. Tòa án nói rằng các chính phủ "phải công nhận và đảm bảo tất cả các quyền có được từ mối quan hệ gia đình giữa những người cùng giới". Họ cũng nói rằng một quy định pháp lý riêng biệt được thiết lập (chẳng hạn như kết hợp dân sự) là không thể chấp nhận và phân biệt đối xử thay vì hôn nhân cùng giới. Phán quyết này đã trực tiếp dẫn đến việc hợp pháp hóa hôn nhân cùng giới ở Costa Rica và Ecuador.

## Các hình thức công nhận khác

### Kết hợp dân sự

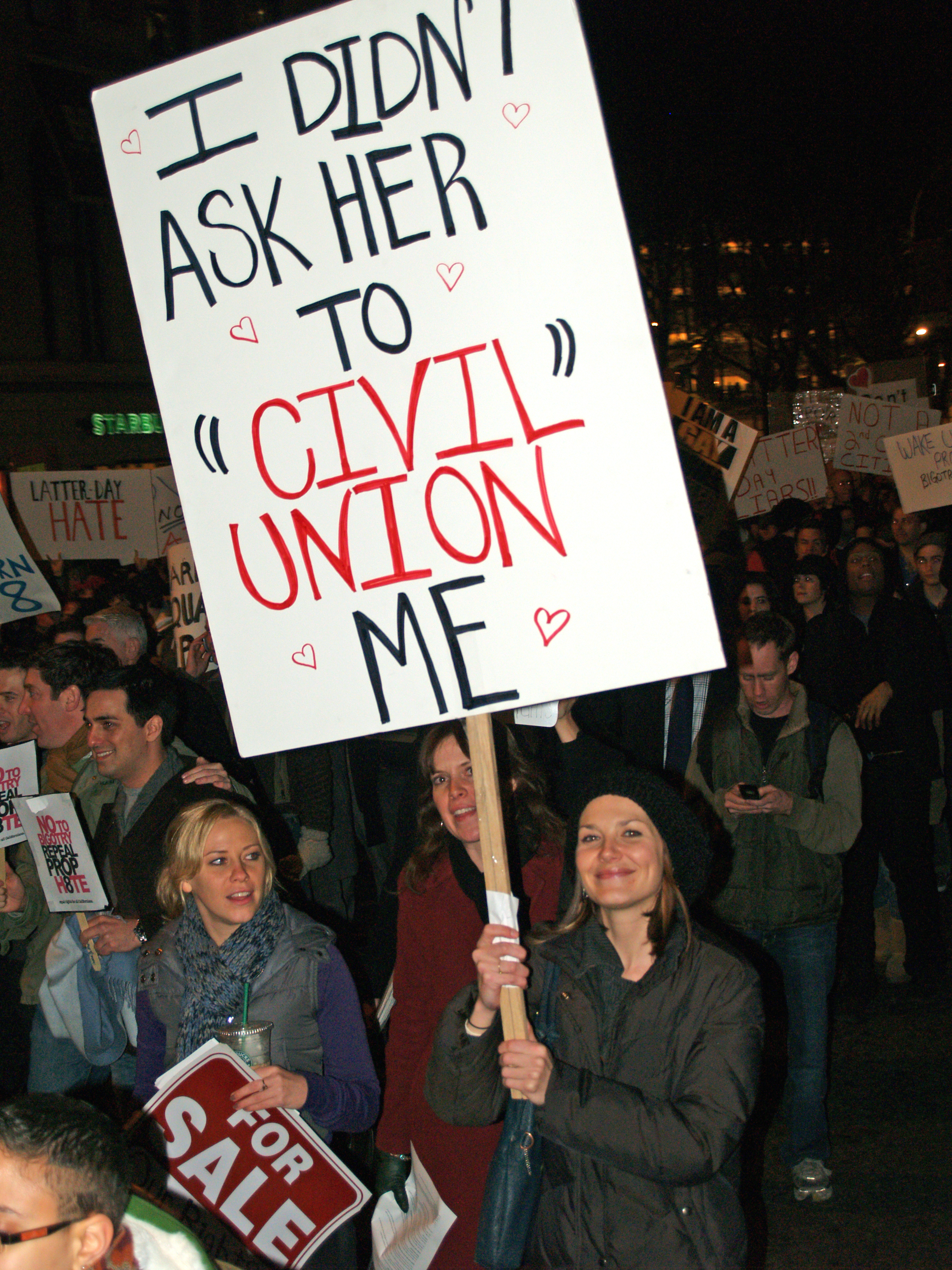
Nhiều người ủng hộ, chẳng hạn như những người biểu tình vào tháng 11 năm 2008 này tại một cuộc biểu tình ở Thành phố New York chống lại Dự luật 8 California, bác bỏ khái niệm về các kết hợp dân sự, cho rằng chúng kém hơn sự công nhận của pháp luật đối với hôn nhân cùng giới.

Kết hợp dân sự, quan hệ bạn đời dân sự, quan hệ bạn đời trong nước, quan hệ bạn đời đã đăng ký, quan hệ bạn đời chưa đăng ký và tình trạng chung sống chưa đăng ký mang lại những lợi ích pháp lý khác nhau của hôn nhân. Kể từ 23 tháng 3, 2025, các quốc gia có hình thức công nhận hợp pháp khác ngoài hôn nhân ở cấp quốc gia là: Bolivia, Croatia, Síp, Cộng hòa Séc, Hungary, Ý, Latvia, Monaco, Montenegro và San Marino. Ba Lan và Slovakia cung cấp nhiều quyền hạn chế hơn. Ở cấp địa phương, quốc gia Aruba cấu thành của Hà Lan cho phép các cặp cùng giới tiếp cận kết hợp dân sự hoặc quan hệ bạn đời, nhưng hạn chế kết hôn đối với các cặp khác giới. Ngoài ra, nhiều thành phố thuộc Campuchia và Nhật Bản trao cho các cặp đôi cùng giới một số quyền hạn ở các mức độ khác nhau, bao gồm quyền được thăm nom tại bệnh viện, và các quyền khác.
Thêm nữa, 19 quốc gia đã hợp pháp hóa kết hôn cùng giới vẫn có các hình thức công nhận pháp lý khác dành cho các cặp đôi cùng giới; các hình thức công nhận này cũng đồng thời dành cho các cặp đôi dị tính: Anh Quốc, Argentina, Úc, Áo, Bỉ, Brasil, Chile, Colombia, Ecuador, Pháp, Hy Lạp, Liechtenstein, Luxembourg, Malta, Hà Lan, Bồ Đào Nha, Nam Phi, Tây Ban Nha, và Uruguay.
Một số bang ở Hoa Kỳ (Arizona, California, Colorado, Hawaii, Illinois, New Jersey, Nevada và Oregon) và Canada.

### Hôn nhân cùng giới không tình dục

#### Kenya
Hôn nhân cùng giới nữ diễn ra tại dân tộc Gikuyu, Nandi, Kamba, Kipsigis, và cả các cộng đồng láng giềng. Khoảng 5-10% phụ nữ kết hôn cùng giới. Tuy nhiên, đây không phải mối quan hệ đồng tình, mà thực chất là cách giúp cho những gia đình không có con trai có thể giữ lại sản nghiệp trong gia đình.

#### Nigeria
Ở dân tộc Igbo và có thể ở những dân tộc khác tại miền nam Nigeria, tồn tại một số cuộc hôn nhân giữa phụ nữ được xem là phù hợp. Ví dụ, khi một người phụ nữ góa chồng không có con, cá nhân đó có thể lấy vợ để tiếp nối sản nghiệp và dòng dõi gia đình.

## Các nghiên cứu
Hiệp hội Nhân chủng học Hoa Kỳ phát biểu vào ngày 26 tháng 2 năm 2004:
Các kết quả từ nghiên cứu nhân chủng học trong hơn một thế kỷ qua về các hộ dân cư, mối quan hệ họ hàng, gia đình từ các nền văn hóa qua các mốc thời gian không hề củng cố luận điểm cho rằng nền văn minh lẫn trật tự xã hội mang tính sống còn đều phụ thuộc vào hôn nhân—được quy định chỉ dành cho các cặp đôi dị tính. Trái lại, nghiên cứu về nhân chủng học minh chứng cho kết luận rằng tập hợp gồm nhiều dạng gia đình, bao gồm cả những gia đình được xây dựng từ các mối quan hệ cùng giới, có thể góp phần kiến thiết nên một xã hội bền vững và nhân văn.

Các phát hiện từ nghiên cứu trong giai đoạn 1998 đến 2015 của Đại học Virginia, Đại học bang Michigan, Đại học bang Michigan, Đại học Amsterdam, Viện Tâm thần học bang New York, Đại học Stanford, University of California-San Francisco, Đại học California tại Los Angeles, Đại học Tutfts, Trung tâm Y tế Thành phố Boston, Ủy ban Chăm sóc Tâm lý xã hội Trẻ em và Sức khỏe Gia đình, và các cá nhân/tổ chức nghiên cứu độc lập cũng ủng hộ quan điểm trên.

### Sức khỏe
Tính đến  năm 2006, dữ liệu của các nghiên cứu về tâm lý học và các ngành khoa học xã hội hiện thời khi so sánh hôn nhân cùng giới và với hôn nhân khác giới đã chỉ ra rằng không có sự khác biệt giữa các mối quan hệ cùng giới và khác giới về các khía cạnh tâm lý thiết yếu; vì vậy, xu hướng tính dục của một bậc phụ huynh không liên quan đến khả năng tạo dựng một môi trường gia đình lành mạnh và phù hợp cho việc nuôi dưỡng; và hôn nhân cùng giới cũng dành tặng các phúc lợi lớn lao về tâm lý, xã hội, và sức khỏe. Các cặp phụ huynh cùng giới, cùng sự nghiệp và con cái của họ, có thể nhận hưởng được lợi ích theo nhiều cách khác nhau từ việc gia đình họ được công nhận hợp pháp, và thể hiện sự công nhận hợp pháp thông qua hôn nhân trao tặng các cá nhân nhiều phúc lợi hơn là hình thức kết hợp dân sự hay chung sống thành gia đình. Các nghiên cứu ở Hoa Kỳ cho thấy mối tương quan giữa việc hợp pháp hóa hôn nhân cùng giới với tỷ lệ nhiễm HIV, rối loạn tâm thần, và tỷ lệ tự tử trong cộng đồng LGBT thấp hơn.

## Các vấn đề liên quan
Khi một số ít xã hội đã công nhận sự kết hợp cùng giới là hôn nhân hợp pháp,  ghi chép về lịch sử và nhân chủng học đã tiết lộ một loạt nhiều phản ứng về sự kết hợp cùng giới—tán dương, hoàn toàn chấp nhận và hòa hợp, nhân nhượng và cảm thông, thờ ơ, ngăn cấm và kỳ thị, và cả hành hạ cũng như tiêu di. Những người phản đối hôn nhân cùng giới cho rằng hôn nhân cùng giới có lợi cho các cặp đôi cùng giới và cả con cái của họ, nhưng đồng thời hôn nhân cùng giới hạ thấp quyền được nuôi dưỡng bởi bố mẹ sinh học của trẻ. Một số người ủng hộ hôn nhân cùng giới có quan điểm rằng chính phủ không nên can thiệp và kiểm soát các mối quan hệ cá nhân, một số cá nhân khác tin hôn nhân cùng giới sẽ đem lại lợi ích về xã hội cho các cặp đôi cùng giới. Tranh biện về hôn nhân cùng giới bao gồm các thảo luận từ quan điểm cá nhân cũng như các tranh cãi dựa trên quy tắc của đa số, tín ngưỡng, tranh luận về kinh tế, lo ngại về sức khỏe, và nhiều vấn đề khács.

### Nuôi dạy con

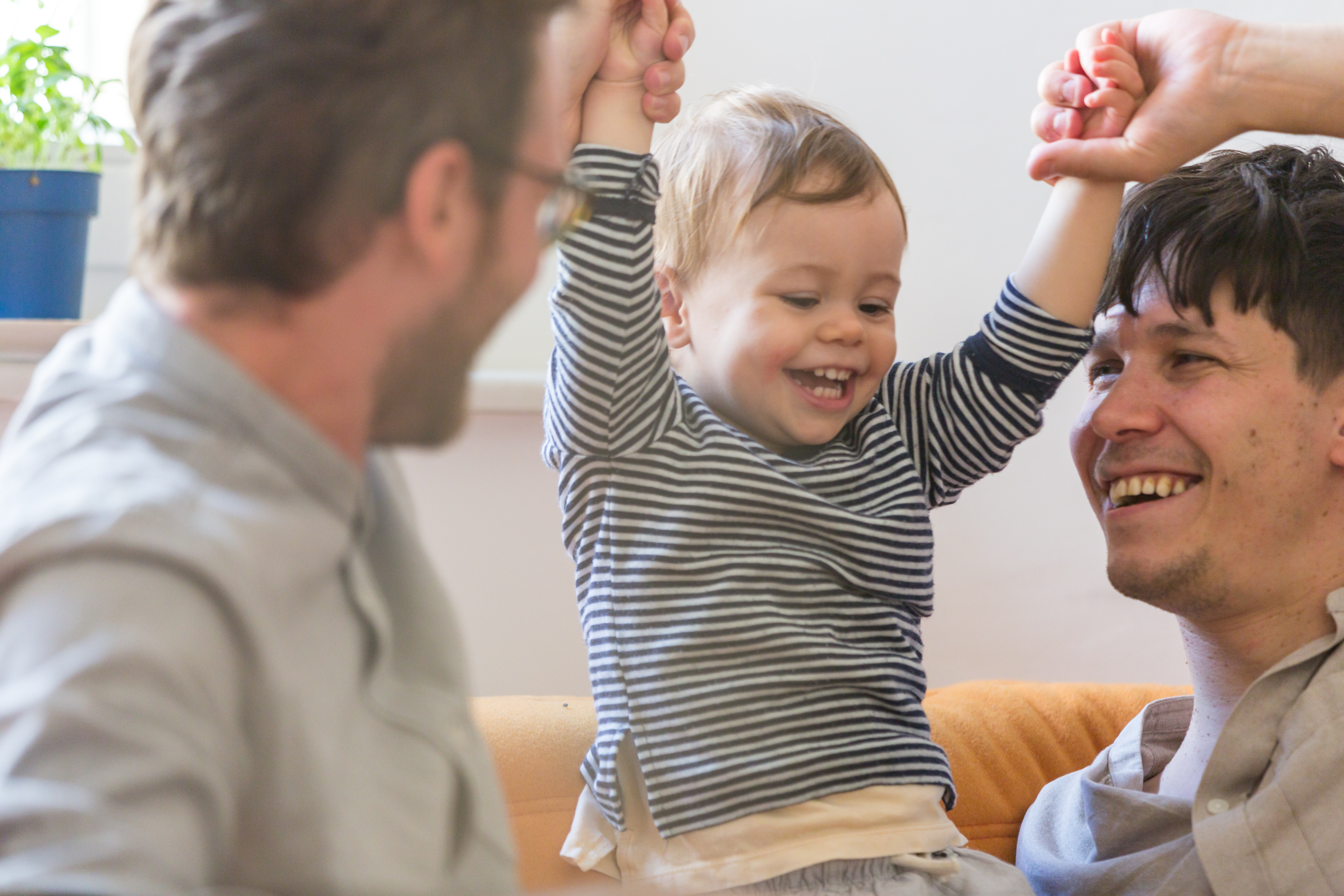
Cặp đôi đồng tính nam và con của họ

Các ấn bản khoa học đã chỉ ra rằng hôn nhân giúp nâng cao các giá trị về mặt tài chính, tâm lý, và thể chất của phụ huynh, và trẻ em nhận hưởng lợi ích từ việc được nuôi dưỡng bởi hai vị phụ huynh trong cuộc hôn nhân được công nhận hợp pháp (sự kết hợp khác giới lẫn cùng giới). Vì vậy, các hiệp hội khoa học chuyên sâu đã đấu tranh để hôn nhân cùng giới được công nhận hợp pháp do điều này sẽ có lợi cho con của các cặp phụ huynh hoặc người giám hộ cùng giới.
Nhìn chung, nghiên cứu khoa học nhất quán với luận điểm rằng các bậc phụ huynh đồng tính cũng phù hợp và có khả năng như các phụ huynh dị tính, và con của họ cũng có sức khỏe tâm lý tốt, cũng như đủ năng lực để hành xử và xử lý các vấn đề một cách hợp lý, tương tự với trẻ em được nuôi dưỡng bởi phụ huynh dị tính. Theo các bài phê bình về các ấn bản khoa học, không tồn tại các bằng chứng chống lại quan điểm trên.
So với các cặp đôi dị tính, các cặp cùng giới có nhu cầu nhận con nuôi hoặc công nghệ hỗ trợ sinh sản để trở thành cha mẹ cao hơn. Các cặp đồng tính nữ thường sử dụng phương pháp thụ tinh nhân tạo để mang thai và phương pháp thụ tinh trong ống nghiệm đối ứng (nghĩa là một phụ nữ cung cấp trứng và người kia mang thai) đang trở nên phổ biến hơn vào những năm 2020, mặc dù nhiều cặp vợ chồng không đủ khả năng chi trả. Mang thai hộ là một lựa chọn dành cho các cặp đồng tính nam giàu có hơn, nhưng chi phí rất cao. Các cặp cùng giới khác nhận con nuôi hoặc nuôi dạy những đứa trẻ từ các mối quan hệ khác giới trước đó.

#### Nhận con nuôi

Tình trạng hợp pháp của việc nhận con nuôi của các cặp đồng tính trên khắp thế giới:
Cho phép nhận con nuôi chung
Cho phép nhận con nuôi của cha mẹ thứ hai (con riêng)
Không có luật nào cho phép các cặp cùng giới nhận con nuôi và không có hôn nhân cùng giới
Có hôn nhân cùng giới nhưng các cặp cùng giới chưa được cho phép nhận con nuôi

Tất cả các quốc gia cho phép hôn nhân cùng giới sẽ đồng thời cho phép các cặp đôi cùng giới được nhận con nuôi chung ngoại trừ Ecuador và một phần ba bang ở México, mặc dù những hạn chế như vậy đã bị phán quyết là vi hiến ở México. Ngoài ra, tuy Bolivia, Croatia, Israel và Liechtenstein không công nhận hôn nhân cùng giới nhưng vẫn cho phép các cặp đôi cùng giới được cùng nhận con nuôi chung. Một số quốc gia bổ sung không công nhận hôn nhân đồng tính nhưng cho phép các cặp vợ chồng trong kết hợp dân sự nhận con nuôi riêng, cụ thể là Cộng hòa Séc và San Marino.

### Người chuyển giới và người liên giới tính
Tình trạng pháp lý của hôn nhân cùng giới có thể có ý nghĩa đối với hôn nhân của các cặp vợ chồng trong đó một hoặc cả hai bên là người chuyển giới, tùy thuộc vào cách xác định giới tính trong phạm vi quyền hạn. Các cá nhân chuyển giới và liên giới tính có thể bị cấm kết hôn với bạn đời "khác" hoặc được phép kết hôn với bạn đời "cùng" giới tính tùy vào sự khác biệt pháp lý. Trong bất kỳ phạm vi quyền hạn pháp lý nào mà hôn nhân được xác nhận mà không có sự phân biệt về yêu cầu nam nữ, thì những phức tạp này không xảy ra. Ngoài ra, một số phạm vi quyền hạn pháp lý công nhận sự thay đổi giới hợp pháp và chính thức, điều này sẽ cho phép một người chuyển giới nam hoặc nữ kết hôn hợp pháp theo bản dạng giới phù hợp.
Tình trạng pháp lý của hôn nhân cùng giới có thể có ý nghĩa đối với hôn nhân của các cặp vợ chồng trong đó một hoặc cả hai bên là người chuyển giới, tùy thuộc vào cách xác định giới tính trong phạm vi quyền hạn. Các cá nhân chuyển giới và liên giới tính có thể bị cấm kết hôn với bạn đời "khác" hoặc được phép kết hôn với bạn đời "cùng" giới tính tùy vào sự khác biệt pháp lý. Trong bất kỳ phạm vi quyền hạn pháp lý nào mà hôn nhân được xác nhận mà không có sự phân biệt về yêu cầu nam nữ, thì những phức tạp này không xảy ra. Ngoài ra, một số phạm vi quyền hạn pháp lý công nhận sự thay đổi giới hợp pháp và chính thức, điều này sẽ cho phép một người chuyển giới nam hoặc nữ kết hôn hợp pháp theo bản dạng giới phù hợp.

### Ly hôn
Tại Hoa Kỳ trước vụ kiện của Obergefell v. Hodges, các cặp đôi cùng giới chỉ có thể ly hôn ở các khu vực pháp lý công nhận hôn nhân cùng giới, với một số ngoại lệ.

### Tư pháp và lập pháp
Có những lập trường khác nhau về cách thức mà hôn nhân cùng giới đã được đưa vào phạm vị quyền hạn dân chủ. Quan điểm "quy tắc số đông" cho rằng hôn nhân cùng giới là hợp lệ, hoặc không có hiệu lực và bất hợp pháp, dựa trên việc nó đã được đa số cử tri hoặc đại diện được bầu chấp nhận hay chưa.
Ngược lại, quan điểm về quyền công dân cho rằng thể chế này có thể được tạo ra một cách hợp lệ thông qua phán quyết của một cơ quan tư pháp công bằng xem xét kỹ lưỡng việc điều tra và nhận thấy rằng quyền kết hôn không phân biệt giới tính của những người tham gia được đảm bảo theo luật dân quyền của các cơ quan tài phán.

## Dư luận
| 5⁄6+ 2⁄3+ | 1⁄2+ 1⁄3+ | 1⁄6+ <1⁄6 | không có cuộc thăm dò |

Dư luận về hôn nhân cùng giới. Phần có lợi:
5⁄6+
2⁄3+
1⁄2+
1⁄3+
1⁄6+
<1⁄6
không có cuộc thăm dò

Nhiều cuộc thăm dò và nghiên cứu về vấn đề này đã được tiến hành. Xu hướng ủng hộ hôn nhân cùng giới ngày càng tăng và xuất hiện ở nhiều quốc gia trên thế giới, phần lớn là do sự khác biệt giữa các thế hệ trong việc nuôi dưỡng. Cuộc thăm dò được tiến hành ở các nền dân chủ phát triển trong thế kỷ này cho thấy đa số người dân ủng hộ hôn nhân cùng giới. Sự ủng hộ hợp pháp hóa hôn nhân cùng giới  đã tăng lên ở mọi lứa tuổi, hệ tư tưởng chính trị, tôn giáo, giới tính, chủng tộc và ở nhiều khu vực của các quốc gia phát triển khác nhau trên thế giới.
Các cuộc thăm dò và nghiên cứu chi tiết khác nhau về hôn nhân cùng giới được thực hiện ở một số quốc gia cho thấy rằng sự ủng hộ đối với hôn nhân cùng giới tăng lên đáng kể khi có trình độ học vấn cao hơn và cũng mạnh hơn đáng kể ở các thế hệ trẻ, với xu hướng rõ ràng là sự ủng hộ liên tục gia tăng.
Thăm dò ý kiến về hôn nhân cùng giới theo quốc gia
| Quốc gia                    | Hãng thăm dò ý kiến                  | Năm       | Ủng hộ    | Phản đối                            | Chưa biết      | Biên độ lỗi | Nguồn           |
| --------------------------- | ------------------------------------ | --------- | --------- | ----------------------------------- | -------------- | ----------- | --------------- |
| Andorra                     | Institut d'Estudis Andorrans         | 2013      | 70% (79%) | 19% (21%)                           | 11%            |             | [ 120 ]         |
| Antigua và Barbuda          | AmericasBarometer                    | 2017      | 12%       | –                                   | –              |             | [ 121 ]         |
| Argentina                   | Ipsos                                | 2023      | 70% (81%) | 16% [8% ủng hộ một số quyền] (19%)  | 14% không chắc | ±3.5%       | [ 122 ]         |
| Argentina                   | Pew Research Center                  | 2023      | 67% (72%) | 26% 28%                             | 7%             | ±3.6%       | [ 123 ]         |
| Armenia                     | Pew Research Center                  | 2015      | 3% (3%)   | 96% (97%)                           | 1%             | ±3%         | [ 124 ] [ 125 ] |
| Aruba                       |                                      | 2021      | 46%       |                                     |                |             | [ 126 ]         |
| Úc                          | Ipsos                                | 2023      | 63% (70%) | 27% [16% ủng hộ một số quyền] (30%) | 10% không chắc | ±3.5%       | [ 122 ]         |
| Úc                          | Pew Research Center                  | 2023      | 75% (77%) | 23%                                 | 2%             | ±3.6%       | [ 123 ]         |
| Áo                          | Eurobarometer                        | 2019      | 66% (69%) | 30% (31%)                           | 4%             |             | [ 127 ]         |
| Bahamas                     | AmericasBarometer                    | 2015      | 11%       | –                                   | –              |             | [ 128 ]         |
| Belarus                     | Pew Research Center                  | 2015      | 16% (16%) | 81% (84%)                           | 3%             | ±4%         | [ 124 ] [ 125 ] |
| Bỉ                          | Ipsos                                | 2023      | 72% (81%) | 17% [9% ủng hộ một số quyền] (19%)  | 10% không chắc | ±3.5%       | [ 122 ]         |
| Belize                      | AmericasBarometer                    | 2014      | 8%        | –                                   | –              |             | [ 128 ]         |
| Bolivia                     | AmericasBarometer                    | 2017      | 35%       | 65%                                 | –              | ±1.0%       | [ 121 ]         |
| Bosnia và Herzegovina       | Pew Research Center                  | 2015–2016 | 13% (14%) | 84% (87%)                           | 4%             | ±4%         | [ 124 ] [ 125 ] |
| Brasil                      | Ipsos                                | 2023      | 51% (64%) | 29% [15% ủng hộ một số quyền] (36%) | 20% không chắc | ±3.5%       | [ 122 ]         |
| Brasil                      | Pew Research Center                  | 2023      | 52% (57%) | 40% (43%)                           | 8%             | ±3.6%       | [ 123 ]         |
| Bulgaria                    | Eurobarometer                        | 2019      | 16% (18%) | 74% (82%)                           | 10%            |             | [ 127 ]         |
| Campuchia                   | Pew Resarch Center                   | 2023      | 57% (58%) | 42%                                 | 1%             |             | [ 123 ]         |
| Canada                      | Ipsos                                | 2023      | 69% (80%) | 17% [7% ủng hộ một số quyền] (20%)  | 15% không chắc | ±3.5%       | [ 122 ]         |
| Canada                      | Pew Research Center                  | 2023      | 79% (84%) | 15% (16%)                           | 6%             | ±3.6%       | [ 123 ]         |
| Chile                       | Ipsos                                | 2023      | 65% (73%) | 24% [18% ủng hộ một số quyền] (27%) | 12%            | ±3.5%       | [ 122 ]         |
| Trung Quốc                  | Ipsos                                | 2021      | 43% (52%) | 39% [20% ủng hộ một số quyền] (48%) | 18% không chắc | ±3.5%       | [ 129 ]         |
| Colombia                    | Ipsos                                | 2023      | 49% (60%) | 33% [21% ủng hộ một số quyền] (40%) | 18%            |             | [ 122 ]         |
| Costa Rica                  | CIEP                                 | 2018      | 35%       | 64%                                 | 1%             |             | [ 130 ]         |
| Croatia                     | Eurobarometer                        | 2019      | 39% (41%) | 55% (59%)                           | 6%             |             | [ 127 ]         |
| Cuba                        | Apretaste                            | 2019      | 63%       | 37%                                 | –              |             | [ 131 ]         |
| Síp                         | Eurobarometer                        | 2019      | 36% (38%) | 60% (62%)                           | 4%             |             | [ 127 ]         |
| Cộng hòa Séc                | Median agency                        | 2019      | 67%       | –                                   | –              |             | [ 132 ]         |
| Đan Mạch                    | Eurobarometer                        | 2019      | 89% (92%) | 8% (8%)                             | 3%             |             | [ 127 ]         |
| Dominica                    | AmericasBarometer                    | 2017      | 10%       | 90%                                 | –              | ±1.1%       | [ 121 ]         |
| Cộng hòa Dominica           | CDN 37                               | 2018      | 45%       | 55%                                 | -              |             | [ 133 ]         |
| Ecuador                     | AmericasBarometer                    | 2019      | 23% (31%) | 51% (69%)                           | 26%            |             | [ 134 ]         |
| El Salvador                 | Universidad Francisco Gavidia        | 2021      |           | 82,5%                               | –              |             | [ 135 ]         |
| Estonia                     | HumanrightsEE                        | 2023      | 53% (58%) | 39% (42%)                           | 8%             |             | [ 136 ]         |
| Phần Lan                    | Eurobarometer                        | 2019      | 76% (78%) | 21% (22%)                           | 3%             |             | [ 127 ]         |
| Pháp                        | Ipsos                                | 2023      | 66% (73%) | 25% [15% ủng hộ một số quyền] (27%) | 9% không chắc  | ±3.5%       | [ 122 ]         |
| Pháp                        | Pew Research Center                  | 2023      | 82% (85%) | 14% (15%)                           | 4%             | ±3.6%       | [ 123 ]         |
| Gruzia                      | Women's Initiatives Supporting Group | 2021      | 10% (12%) | 75% (88%)                           | 15%            |             | [ 137 ]         |
| Đức                         | Ipsos                                | 2023      | 62% (71%) | 25% [12% ủng hộ một số quyền] (29%) | 14% không chắc | ±3.5%       | [ 122 ]         |
| Đức                         | Pew Research Center                  | 2023      | 80% (82%) | 18%                                 | 2%             | ±3.6%       | [ 123 ]         |
| Hy Lạp                      | Pew Research Center                  | 2023      | 48% (49%) | 49% (51%)                           | 3%             | ±3.6%       | [ 123 ]         |
| Grenada                     | AmericasBarometer                    | 2017      | 12%       | 88%                                 | –              | ±1.4%c      | [ 121 ]         |
| Guatemala                   | AmericasBarometer                    | 2017      | 23%       | 77%                                 | –              | ±1.1%       | [ 121 ]         |
| Guyana                      | AmericasBarometer                    | 2017      | 21%       | 79%                                 | –              | ±1.3%       | [ 128 ]         |
| Haiti                       | AmericasBarometer                    | 2017      | 5%        | 95%                                 | –              | ±0.3%       | [ 121 ]         |
| Honduras                    | CID Gallup                           | 2018      | 17% (18%) | 75% (82%)                           | 8%             |             | [ 138 ]         |
| Hồng Kông                   | Pew Resarch Center                   | 2023      | 58% (59%) | 40% (41%)                           | 2%             |             | [ 123 ]         |
| Hungary                     | Ipsos                                | 2023      | 47% (57%) | 36% [20% ủng hộ một số quyền] (43%) | 18% không chắc | ±3.5%       | [ 122 ]         |
| Hungary                     | Pew Research Center                  | 2023      | 31% (33%) | 64% (67%)                           | 5%             | ±3.6%       | [ 123 ]         |
| Iceland                     | Gallup                               | 2006      | 89%       | 11%                                 | –              |             | [ 139 ]         |
| Ấn Độ                       | Pew Research Center                  | 2023      | 53% (55%) | 43% (45%)                           | 4%             | ±3.6%       | [ 123 ]         |
| Indonesia                   | Pew Research Center                  | 2023      | 5%        | 92% (95%)                           | 3%             | ±3.6%       | [ 123 ]         |
| Ireland                     | Ipsos                                | 2023      | 64% (72%) | 25% [13% ủng hộ một số quyền] (28%) | 11%            |             | [ 122 ]         |
| Israel                      | Pew Research Center                  | 2023      | 36% (39%) | 56% (61%)                           | 8%             | ±3.6%       | [ 123 ]         |
| Ý                           | Ipsos                                | 2023      | 61% (67%) | 30% [21% ủng hộ một số quyền] (33%) | 9% không chắc  | ±3.5%       | [ 122 ]         |
| Ý                           | Pew Research Center                  | 2023      | 73% (75%) | 25%                                 | 2%             | ±3.6%       | [ 123 ]         |
| Jamaica                     | AmericasBarometer                    | 2017      | 16%       | 84%                                 | –              | ±1.0%       | [ 121 ]         |
| Nhật Bản                    | Kyodo News                           | 2023      | 64% (72%) | 25% (28%)                           | 11%            |             | [ 140 ]         |
| Nhật Bản                    | Asahi Shimbun                        | 2023      | 72% (80%) | 18% (20%)                           | 10%            |             | [ 141 ]         |
| Nhật Bản                    | Ipsos                                | 2023      | 38% (49%) | 40% [31% ủng hộ một số quyền] (51%) | 22% không chắc | ±3.5%       | [ 122 ]         |
| Nhật Bản                    | Pew Research Center                  | 2023      | 68% (72%) | 26% (28%)                           | 6%             | ±2.75%      | [ 123 ]         |
| Kazakhstan                  | Pew Research Center                  | 2016      | 7% (7%)   | 89% (93%)                           | 4%             |             | [ 124 ] [ 125 ] |
| Kenya                       | Pew Research Center                  | 2023      | 9%        | 90% (91%)                           | 1%             | ±3.6%       | [ 123 ]         |
| Latvia                      | Eurobarometer                        | 2019      | 24% (26%) | 70% (74%)                           | 6%             |             | [ 127 ]         |
| Liechtenstein               | Liechtenstein Institut               | 2021      | 72%       | 28%                                 | 0%             |             | [ 142 ]         |
| Litva                       | Eurobarometer                        | 2019      | 30% (32%) | 63% (68%)                           | 7%             |             | [ 127 ]         |
| Luxembourg                  | Eurobarometer                        | 2019      | 85% (90%) | 9% (10%)                            | 6%             |             | [ 127 ]         |
| Malaysia                    | Pew Resarch Center                   | 2023      | 17%       | 82% (83%)                           | 1%             |             | [ 123 ]         |
| Malta                       | Eurobarometer                        | 2019      | 67% (73%) | 25% (27%)                           | 8%             |             | [ 127 ]         |
| México                      | Ipsos                                | 2023      | 58% (67%) | 28% [17% ủng hộ một số quyền] (33%) | 14% không chắc | ±4.8%       | [ 122 ]         |
| México                      | Pew Research Center                  | 2023      | 63% (66%) | 32% (34%)                           | 5%             | ±3.6%       | [ 123 ]         |
| Moldova                     | Pew Research Center                  | 2015      | 5% (5%)   | 92% (95%)                           | 3%             | ±4%         | [ 124 ] [ 125 ] |
| Mozambique (3 thành phố)    | Lambda                               | 2017      | 28% (32%) | 60% (68%)                           | 12%            |             | [ 143 ]         |
| Hà Lan                      | Ipsos                                | 2023      | 80% (85%) | 14% [6% ủng hộ một số quyền] (15%)  | 7% không chắc  | ±3.5%       | [ 122 ]         |
| Hà Lan                      | Pew Research Center                  | 2023      | 89% (90%) | 10%                                 | 1%             | ±3.6%       | [ 123 ]         |
| New Zealand                 | Ipsos                                | 2023      | 70% (78%) | 20% [11% ủng hộ một số quyền] (22%) | 9%             | ±3.5%       | [ 122 ]         |
| Nicaragua                   | AmericasBarometer                    | 2017      | 25%       | 75%                                 | –              | ±1.0%       | [ 121 ]         |
| Nigeria                     | Pew Research Center                  | 2023      | 2%        | 97% (98%)                           | 1%             | ±3.6%       | [ 123 ]         |
| Na Uy                       | Pew Research Center                  | 2017      | 72% (79%) | 19% (21%)                           | 9%             |             | [ 124 ] [ 125 ] |
| Panama                      | AmericasBarometer                    | 2017      | 22%       | 78%                                 | –              | ±1.1%       | [ 121 ]         |
| Paraguay                    | AmericasBarometer                    | 2017      | 26%       | 74%                                 | –              | ±0.9%       | [ 121 ]         |
| Peru                        | Ipsos                                | 2023      | 41% (51%) | 40% [24% ủng hộ một số quyền] (49%) | 19%            | ±3.5%       | [ 122 ]         |
| Philippines                 | SWS                                  | 2018      | 22% (26%) | 61% (73%)                           | 16%            |             | [ 144 ]         |
| Ba Lan                      | Ipsos                                | 2023      | 32% (36%) | 57% [35% ủng hộ một số quyền] (64%) | 11%            | ±3.5%       | [ 122 ]         |
| Ba Lan                      | Pew Research Center                  | 2023      | 41% (43%) | 54% (57%)                           | 5%             | ±3.6%       | [ 123 ]         |
| Bồ Đào Nha                  | Ipsos                                | 2023      | 80% (84%) | 15% [11% ủng hộ một số quyền] (16%) | 5%             |             | [ 122 ]         |
| Romania                     | Ipsos                                | 2023      | 25% (30%) | 59% [26% ủng hộ một số quyền] (70%) | 17%            | ±3.5%       | [ 122 ]         |
| Nga                         | Ipsos                                | 2021      | 17% (21%) | 64% [12% ủng hộ một số quyền] (79%) | 20% không chắc | ±4.8%       | [ 129 ]         |
| Nga                         | FOM                                  | 2019      | 7% (8%)   | 85% (92%)                           | 8%             | ±3.6%       | [ 145 ]         |
| Saint Kitts và Nevis        | AmericasBarometer                    | 2017      | 9%        | 91%                                 | –              | ±1.0%       | [ 121 ]         |
| Saint Lucia                 | AmericasBarometer                    | 2017      | 11%       | 89%                                 | –              | ±0.9%       | [ 121 ]         |
| Saint Vincent và Grenadines | AmericasBarometer                    | 2017      | 4%        | 96%                                 | –              | ±0.6%       | [ 121 ]         |
| Serbia                      | Civil Rights Defender                | 2020      | 26%       | –                                   | –              | ±3.33%      | [ 146 ]         |
| Singapore                   | Ipsos                                | 2023      | 32% (39%) | 50% [23% ủng hộ một số quyền] (61%) | 19%            | ±3.5%       | [ 122 ]         |
| Singapore                   | Pew Resarch Center                   | 2023      | 45% (47%) | 51% (53%)                           | 4%             |             | [ 123 ]         |
| Slovakia                    | Ipsos                                | 2022      | 32% (36%) | 56% (64%)                           | 13%            |             | [ 147 ]         |
| Slovenia                    | Eurobarometer                        | 2019      | 62% (64%) | 35% (36%)                           | 3%             |             | [ 127 ]         |
| Nam Phi                     | Ipsos                                | 2023      | 57% (66%) | 29% [10% ủng hộ một số quyền] (34%) | 14%            | ±3.5%       | [ 122 ]         |
| Nam Phi                     | Pew Research Center                  | 2023      | 38% (39%) | 59% (61%)                           | 3%             | ±3.6%       | [ 123 ]         |
| Hàn Quốc                    | Ipsos                                | 2023      | 35% (45%) | 42% [18% ủng hộ một số quyền] (55%) | 23% không chắc | ±3.5%       | [ 122 ]         |
| Hàn Quốc                    | Pew Resarch Center                   | 2023      | 41% (42%) | 56% (58%)                           | 3%             |             | [ 123 ]         |
| Tây Ban Nha                 | Ipsos                                | 2023      | 78% (82%) | 17% [12% ủng hộ một số quyền] (18%) | 5% không chắc  | ±3.5%       | [ 122 ]         |
| Tây Ban Nha                 | Pew Research Center                  | 2023      | 87% (90%) | 10%                                 | 3%             | ±3.6%       | [ 123 ]         |
| Sri Lanka                   | Pew Resarch Center                   | 2023      | 23% (25%) | 69% (75%)                           | 8%             |             | [ 123 ]         |
| Suriname                    | AmericasBarometer                    | 2014      | 18%       | –                                   | –              |             | [ 128 ]         |
| Thụy Điển                   | Ipsos                                | 2023      | 75% (82%) | 16% [7% ủng hộ một số quyền] (18%)  | 9% không chắc  | ±3.5%       | [ 122 ]         |
| Thụy Điển                   | Pew Research Center                  | 2023      | 92% (94%) | 6%                                  | 2%             | ±3.6%       | [ 123 ]         |
| Thụy Sĩ                     | Ipsos                                | 2023      | 54% (61%) | 34% [16% ủng hộ một số quyền] (39%) | 13% không chắc | ±3.5%       | [ 122 ]         |
| Đài Loan                    | CNA                                  | 2023      | 63%       | 37%                                 |                |             | [ 148 ]         |
| Đài Loan                    | Pew Resarch Center                   | 2023      | 45% (51%) | 43% (49%)                           | 12%            |             | [ 123 ]         |
| Thái Lan                    | Ipsos                                | 2023      | 55% (65%) | 29% [18% ủng hộ một số quyền] (35%) | 16% không chắc | ±3.5%       | [ 122 ]         |
| Thái Lan                    | Pew Resarch Center                   | 2023      | 60% (65%) | 32% (35%)                           | 8%             |             | [ 123 ]         |
| Trinidad và Tobago          | AmericasBarometer                    | 2014      | 16%       | –                                   | –              |             | [ 128 ]         |
| Thổ Nhĩ Kỳ                  | Ipsos                                | 2023      | 20% (28%) | 52% [22% ủng hộ một số quyền] (72%) | 28% không chắc | ±3.5%       | [ 122 ]         |
| Ukraina                     | Rating                               | 2023      | 37% (47%) | 42% (53%)                           | 22%            | ±1.5%       | [ 149 ]         |
| Anh Quốc                    | YouGov                               | 2023      | 77% (84%) | 15% (16%)                           | 8%             |             | [ 150 ]         |
| Anh Quốc                    | Ipsos                                | 2023      | 64% (70%) | 27% [14% ủng hộ một số quyền] (30%) | 9% không chắc  | ±3.5%       | [ 122 ]         |
| Anh Quốc                    | Pew Research Center                  | 2023      | 74% (77%) | 22% (23%)                           | 4%             | ±3.6%       | [ 123 ]         |
| Hoa Kỳ                      | Ipsos                                | 2023      | 54% (64%) | 31% [14% ủng hộ một số quyền] (36%) | 15% không chắc | ±3.5%       | [ 122 ]         |
| Hoa Kỳ                      | Pew Research Center                  | 2023      | 63% (65%) | 34% (35%)                           | 3%             | ±3.6%       | [ 123 ]         |
| Uruguay                     | Equipos Consultores                  | 2019      | 59% (68%) | 28% (32%)                           | 13%            |             | [ 151 ]         |
| Venezuela                   | Equilibrium Cende                    | 2023      | 55% (63%) | 32% (37%)                           | 13%            |             | [ 152 ]         |
| Việt Nam                    | Pew Resarch Center                   | 2023      | 65% (68%) | 30% (32%)                           | 5%             |             | [ 123 ]         |